# Associated Independent Recording
El Registro Independiente Asociado (AIR en inglés) es una compañía de grabación independiente fundada en Londres en 1965 por el productor George Martin y su socio empresarial John Burgess, después de su salida de Parlophone. El complejo del estudio se fundó en 1969. Desde entonces el AIR ha operado sus propias instalaciones de grabación de audio profesional, Estudios AIR.

## Calle Oxford, Londres (1970–1991)
Las primeras instalaciones del AIR abrieron el 6 de octubre de 1970. Se ubicaban en el cuarto piso de la Calle Oxford 214, conteniendo cuatro estudios y (más adelante) una habitación de programación MIDI. Las instalaciones incluían dos estudios grandes (uno de 58×32 pies, y el otro de 30×28 pies) y otros dos pequeños. Los estudios disponían de dos pianos Bösendorfer, muchas cabinas insonorizadas, y una consola de mezclas de 56 canales, con un diseño personalizado por Neve Electrónica según las especificaciones del AIR.
El primer álbum producido por George Martin por su nueva compañía fue Alma de Goma, por los Beatles, grabados en Estudios de Carretera de la Abadía.[cita requerida] The Pretenders grabó su álbum de 1984 Learning to Crawl allí.

## AIR Montserrat (1979–1989)

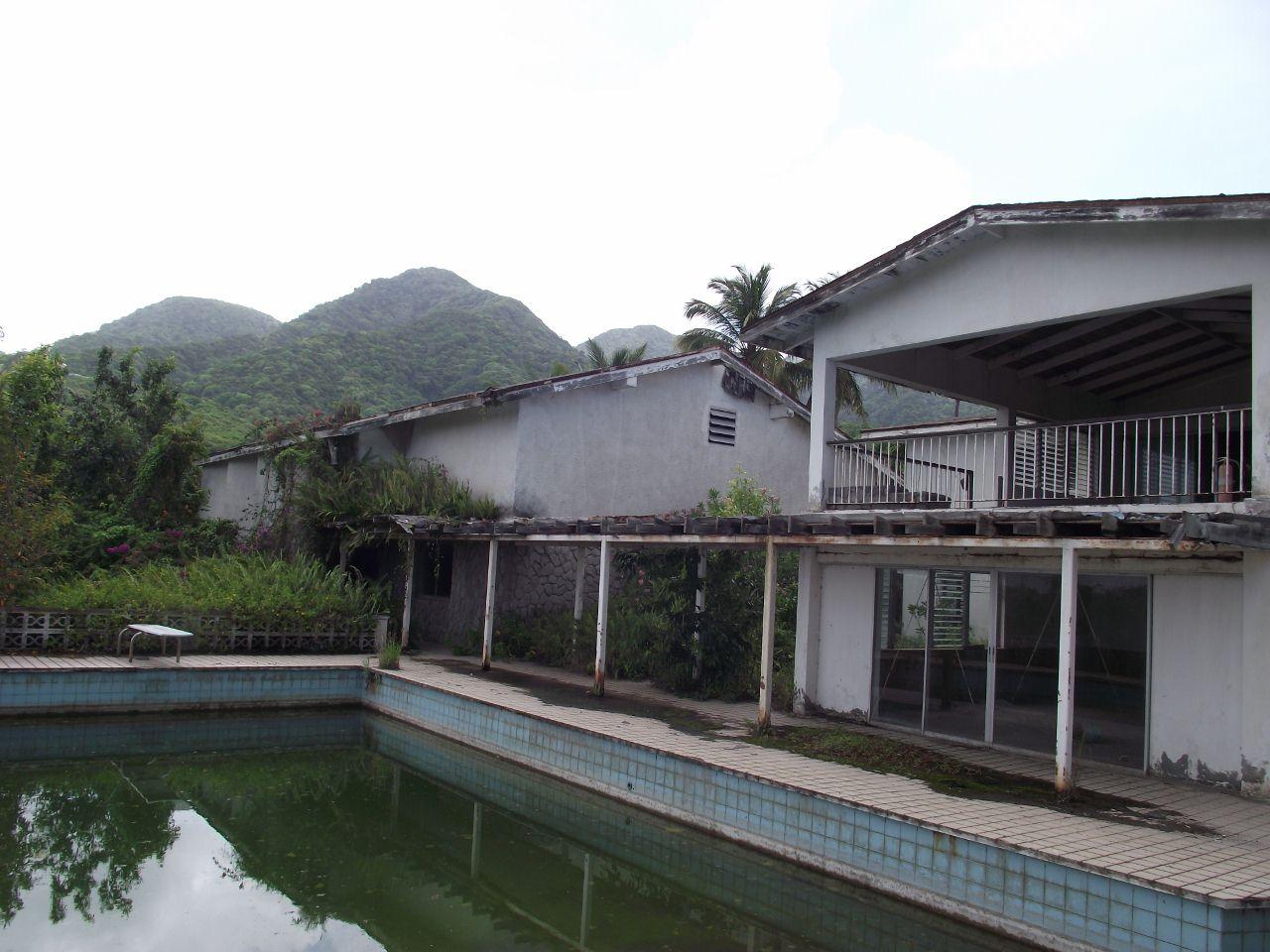
Ruinas del Estudio AIR en Montserrat, mayo de 2013

La compañía construyó otro estudio de grabación en la isla del Caribe de Montserrat, en Friths Road (16°44′28″N 62°12′53″O / 16.74111, -62.21472) en la ciudad de Salem. Martin vivió en la Casa Olveston, también en Salem. AIR Montserrat abrió en julio de 1979. El primer álbum producido en el recién abierto estudio fue Real to Reel por el Clímax Blues Banda en 1979.[cita requerida]
Jimmy Buffett grabó Volcano en el estudio de Montserrat en mayo de 1979, nombrando el álbum y su canción titular para el entonces durmiente volcán de Soufrière Hills en la isla. Elton John grabó tres álbumes en el estudio de Montserrat en los 80. Los Dire Straits grabaron su exitoso Brothers in Arms entre 1984 y 1985. Otros clientes popularmente conocidos del estudio incluían: The Police (Ghost in the Machine y Synchronicity), [./Https://en.wikipedia.org/wiki/Earth%2C%20Wind%20%26%20Fire Earth, Wind & Fire], Ultravox, Orchestral Manoeuvres in the Dark (Pregrabado Junk Cultura), Paul McCartney, Marvin Gaye, Anni-Frid Lyngstad, Gerry Rafferty, Prisa,  Los Rolling Stones, Sabbath Negro, Midge Ure, Little River Band, Duran Duran, Sheena Easton y Luther Vandross.
En cuanto al equipo, desde 1979 el estudio constaba de una consola de 46 canales Neve, un par de grabadores de 24 pistas [./Https://en.wikipedia.org/wiki/Music%20Center%20Incorporated MCI], tres máquinas estéreo Ampex ATR-102 y un sincronizador MCI (para cualquier trabajo de 46 pistas), con monitores JBL y Tannoy.
En 1986, la lista de equipamiento del estudio leía, en parte:
"Habitación de control recientemente reformada ahora con 60 canales por SSL con automatización y TR, y 12 canales plenamente integrados por Rupert Neve de Focusrite, dos máquinas digitales Mitsubishi X850 de 32 pistas y una Studer A800 de 24 pistas. Mezcla digital en dos Mitsubishi X86. Una lista muy comprensible de equipamiento auxiliar."
En 1989, poco después de que los Rolling Stones hubiesen grabado su álbum Steel Wheels, el Huracán Hugo devastó la isla; el complejo de Montserrat fue severamente dañado, y se vio forzado a cerrar.
Según George Martin,

Before we came to Montserrat there was no western music to speak of on the island. Building AIR meant that many leading recording artists came to stay. It cast its spell on them as they mingled with the local people. It was and still is a unique place... After ten great years of recording there the music business had changed. The moguls running the business no longer wanted their artists miles away, outside their control. That coincided with the devastation caused by the hurricane and sadly the studios had to close. The people of Montserrat are still very proud of the work that was done at AIR Studios.

Los edificios del estudio todavía están en pie, pero sus techos están cayendo, llevando a grandes daños en los suelos del área de alojamiento y parte interior del complejo del estudio, haciéndolos caminar por ellos inseguro. El complejo es ahora una ruina moderna y está cerrado al público. La Casa Olveston opera como casa de huéspedes.
La película documental Australiana de 2021 Under the Volcano entrevista a más de una docena técnicos y artistas importantes que trabajaron en el estudio durante los 80, y también incluye narración y comentarios de archivo realizados por Martin.

## Sala AIR Lyndhurst, Hampstead (1991–presente)

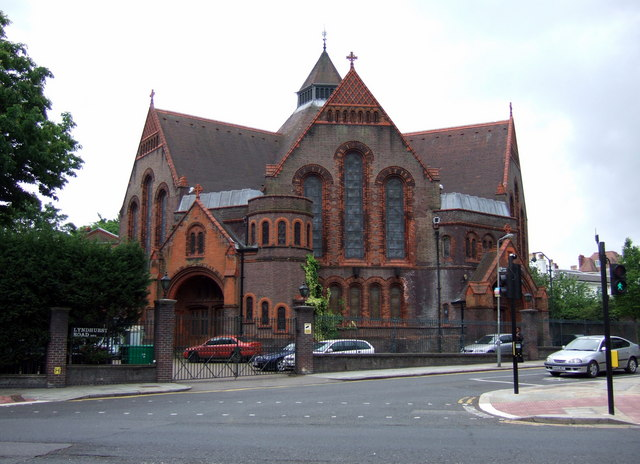
Sala AIR Lyndhurst en mayo de 2007

En 1991, con el fin arrendamiento de las premisas en la calle Oxford, Estudios AIR se hizo con la iglesia Congregacional de Lyndhurst Road, un monumento clasificado de grado II diseñado en 1880 por el arquitecto victoriano Alfred Waterhouse y ubicado en el suburbio Hampstead de Londres del norte. El espacio se renovó como instalación de grabaciones y abierto al negocio en diciembre de 1992. AIR Lyndhurst es ahora una instalación londinense clave para grabaciones clásicas y populares, así como puntuaciones de película, posproducción televisiva, diálogo, efectos de sonido y música para videojuegos. De igual forma, Spitfire Audio ha grabado aquí muchas de sus muestras de audio digitales. Entre los empleados se encuentra Olga Fitzroy.